# Мирко Боначић
Мирко Боначић (Сплит, 8. март 1903 — Сплит, 18. октобар 1989) био је југословенски фудбалски репрезентативац.
Мирко Боначић је био једно од значајних имена првих генерација Хајдука сплитских „Мајстора с мора“, који је као халф или полутка за Хајдук у периоду (1923—1930) одиграо 203 званичне утакмице и постигао 137 голова.
Освојио је 1927. са Хајдуком и први трофеј националног првака за сплитске „биле“. Престао је да игра 14. јануара 1931. кад због обавеза на радном месту није добио дозволу да са Хајдуком отпутује на турнеју по Јужној Америци.
За Фудбалску репрезентацију Југославије одиграо је шест утакмица (1924—1928) и постигао три гола. Дебитовао је у Загребу 28. септембра 1924. у пријатељској утакмици против Чехословачке (0:2), кад су репрезентацију сачињавали десеторица играча Хајдука и голман загребачког ХАШК-а Драгутин Фридрих „Карлек“ јер је голман Сплићана Газари био је италијански држављанин. Од националног тима опростио на олимпијском турниру у Амстердаму 29. маја 1928. против Португала (1:2), постигавши једини гол за Југославију. То је био први гол Југославије постигнут на неком од олимпијских турнира. 
Умро је у јесен 1989. у Сплиту у 86 години.

## Статистика каријере

### Репрезентативна
| Ред бр. | Датум               | Место     | Противник    | Резултат  | Голови | Врста утакмице        |
| ------- | ------------------- | --------- | ------------ | --------- | ------ | --------------------- |
| 1.      | 28. септембар 1924. | Загреб    | Чехословачке | 0:2 (0:0) |        | Пријатељска           |
| 2.      | 30. мај 1926        | Загреб    | Бугарска     | 3:1 (0:1) |        | Пријатељска           |
| 3.      | 13. јун 1926.       | Париз     | Француска    | 1:4 (1:3) | 1      | Пријатељска           |
| 4.      | 31. јул 1927.       | Београд   | Чехословачке | 1:1 (1:0) |        | Пријатељска           |
| 5.      | 28. октобар 1927.   | Праг      | Чехословачке | 3:5 (1:4) | 1      | Пријатељска           |
| 6.      | 29. мај 1928.       | Амстердам | Португал     | 1:2 (1:1) | 1      | Олимпијске игре 1928. |

## Трофеји
Хајдук Сплит
- Првенство Југославије (1): 1927.